# Віченца
Віче́нца (італ. Vicenza, стара латинська назва Віцетія, вен. Vicensa) — місто й муніципалітет на півночі Італії, у регіоні Венето, столиця провінції Віченца. Населення — 113 599 осіб (2014). Щорічний фестиваль відбувається 8 вересня (Festa della Madonna di Monte Berico). Покровитель — Madonna di Monte Berico. У 1204 році тут заснували один з найдавніших університетів Європи.

## Географія
Віченца розміщена на відстані близько 420 км на північ від Рима, 65 км на захід від Венеції.

### Клімат
Місто лежить у зоні, що характеризується морським кліматом. Найтепліший місяць — липень із середньою температурою 23,1 °C (73,6 °F). Найхолодніший місяць — січень, із середньою температурою 2,2 °С (36 °F).
| Клімат Віченци          | Клімат Віченци | Клімат Віченци | Клімат Віченци | Клімат Віченци | Клімат Віченци | Клімат Віченци | Клімат Віченци | Клімат Віченци | Клімат Віченци | Клімат Віченци | Клімат Віченци | Клімат Віченци | Клімат Віченци |
| Показник                | Січ.           | Лют.           | Бер.           | Квіт.          | Трав.          | Черв.          | Лип.           | Серп.          | Вер.           | Жовт.          | Лист.          | Груд.          | Рік            |
| Абсолютний максимум, °C | 15             | 21             | 25             | 27             | 31             | 35             | 37             | 37             | 32             | 27             | 20             | 16             | 37             |
| Середній максимум, °C   | 6,2            | 9              | 13,1           | 17,5           | 22,6           | 26,2           | 28,9           | 27,9           | 24,5           | 18,8           | 11,8           | 6,9            | 17,8           |
| Середня температура, °C | 2,2            | 4,5            | 8,2            | 12,2           | 17             | 20,6           | 23,1           | 22,2           | 19             | 13,6           | 7,5            | 3              | 12,8           |
| Середній мінімум, °C    | −1,8           | 0              | 3,2            | 7              | 11,4           | 15,1           | 17,3           | 16,6           | 13,5           | 8,4            | 3,3            | −0,9           | 7,8            |
| Абсолютний мінімум, °C  | −18            | −13            | −6             | 0              | 2              | 8              | 11             | 7              | 3              | 0              | −6             | −10            | −18            |
| Норма опадів, мм        | 84.7           | 77.4           | 90             | 95.7           | 102.7          | 103.2          | 73.4           | 100.7          | 76.7           | 93.9           | 109.2          | 79.3           | 1086.9         |
| Днів з опадами          | 6,8            | 6,1            | 7,9            | 9,3            | 10,1           | 9,6            | 7,3            | 7,5            | 5,4            | 6,6            | 8,5            | 6,4            | 91,5           |
| Днів з дощем            | 7              | 6              | 9              | 12             | 12             | 11             | 7              | 7              | 7              | 9              | 8              | 7              | 102            |
| Днів зі снігом          | 2              | 1              | 1              | 0              | 0              | 0              | 0              | 0              | 0              | 0              | 0              | 1              | 5              |
| Вологість повітря, %    | 81             | 77             | 73             | 74             | 72             | 73             | 72             | 73             | 74             | 78             | 80             | 82             | 75.8           |
| ----------------------- | -------------- | -------------- | -------------- | -------------- | -------------- | -------------- | -------------- | -------------- | -------------- | -------------- | -------------- | -------------- | -------------- |
| Джерело: Weatherbase    |                |                |                |                |                |                |                |                |                |                |                |                |                |

## Демографія
Населення за роками:

Станом на 1 січня 2023 року в муніципалітеті офіційно проживало 17 227 іноземців з 130 країн, серед них 3257 громадян країн Євросоюзу та 536 громадян України.

## Релігія
- Центр Віченцівської діоцезії Католицької церкви.

## Уродженці
- Калеб Околі (*2001) — італійський футболіст, захисник.

- Адріано Бассетто (1925—1999) — італійський футболіст, фланговий півзахисник, згодом — футбольний тренер.

- Армандо Сегато (1930—1973) — відомий у минулому італійський футболіст, півзахисник, згодом — футбольний тренер.
- Нікола Вічентіно (1511—1572) — ренесансовий композитор і теоретик музики

## Сусідні муніципалітети
- Альтавілла-Вічентіна
- Аркуньяно
- Больцано-Вічентіно
- Кальдоньо
- Костабіссара
- Креаццо
- Дуевілле
- Лонгаре
- Монтев'яле
- Монтічелло-Конте-Отто
- Куїнто-Вічентіно
- Торрі-ді-Куартезоло

## Галерея зображень

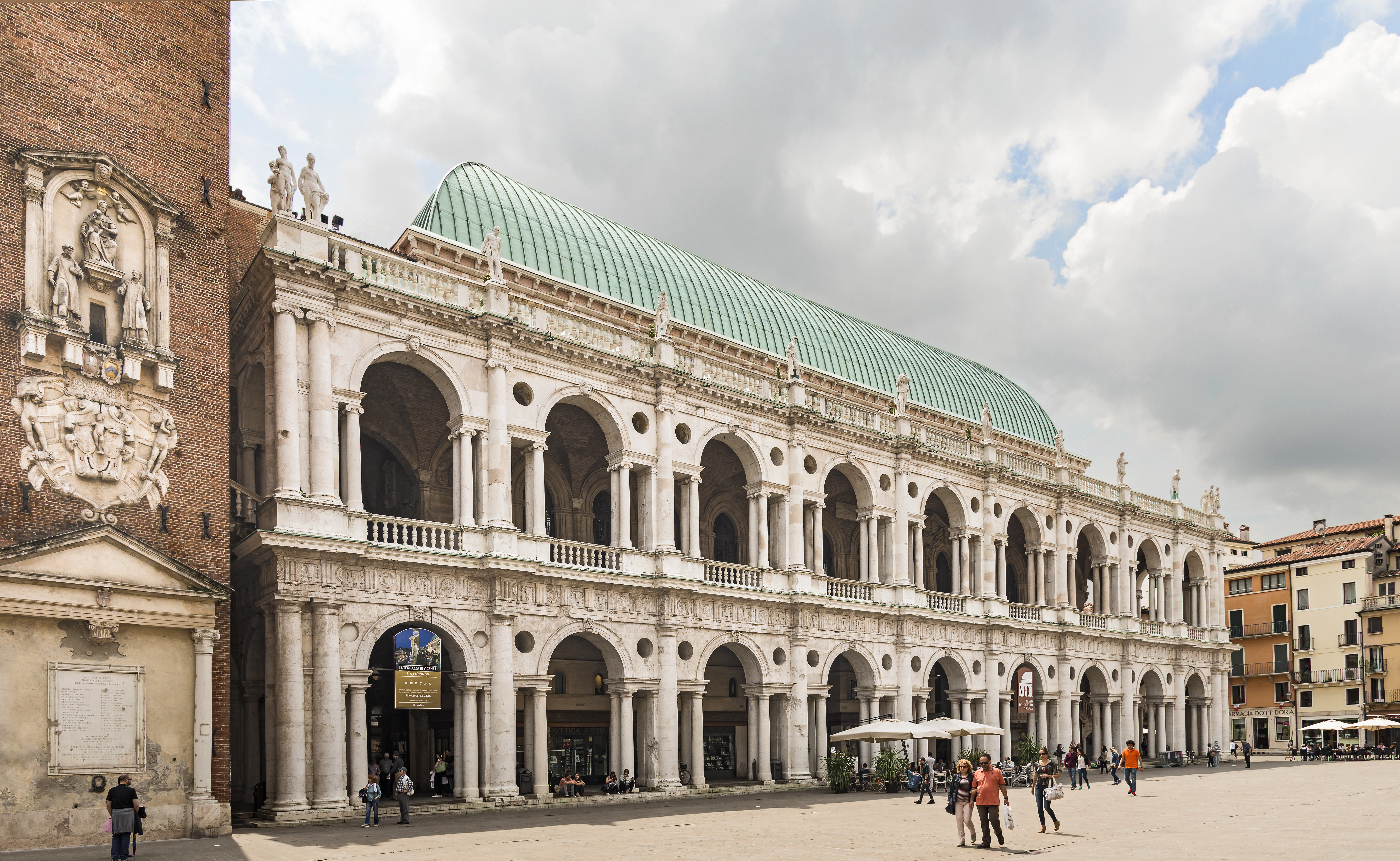
Базиліка Палладіана та вид на П'яцца деі Сіньйорі
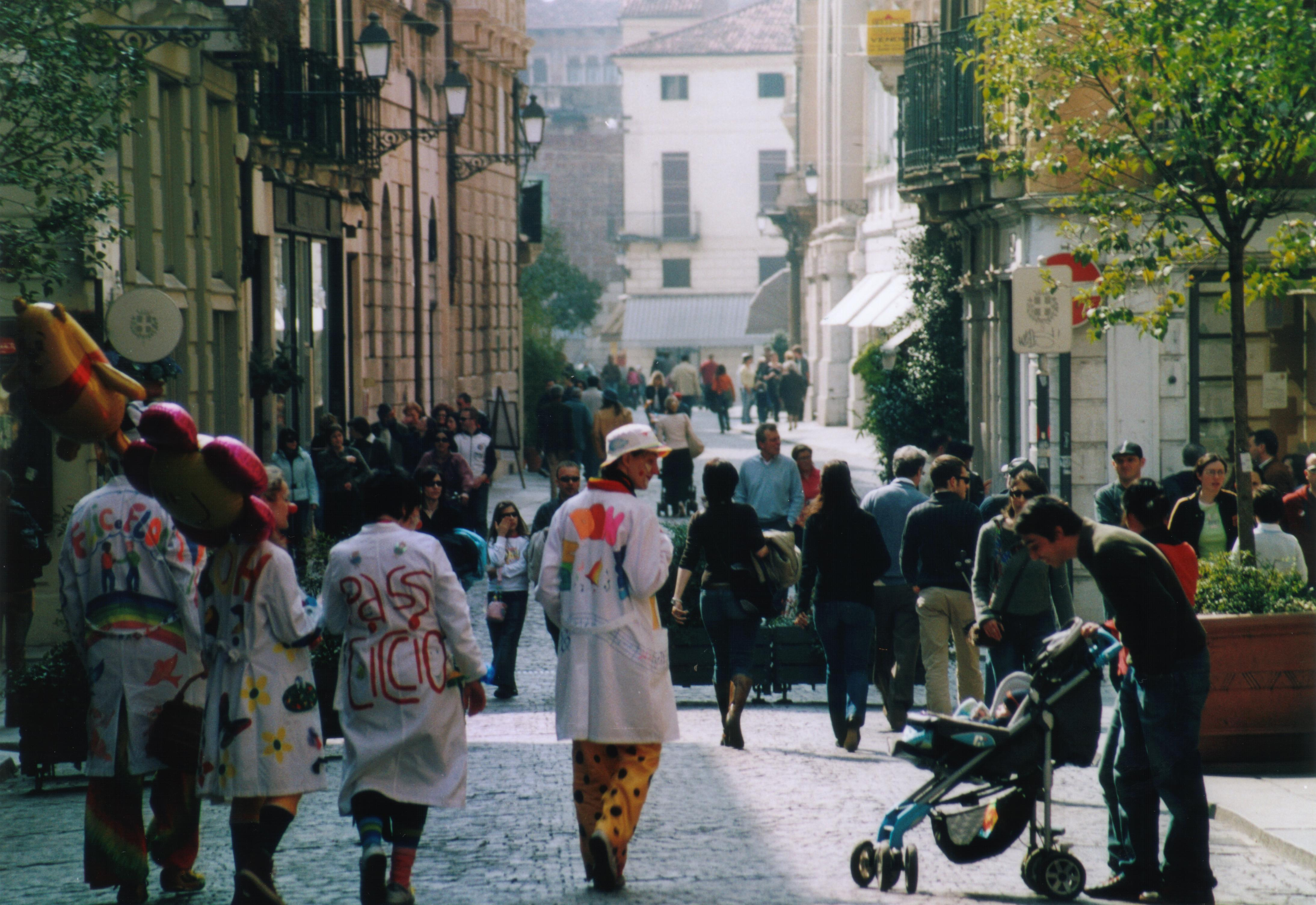
Корсо Паладіо і "Лікарі посмішок"
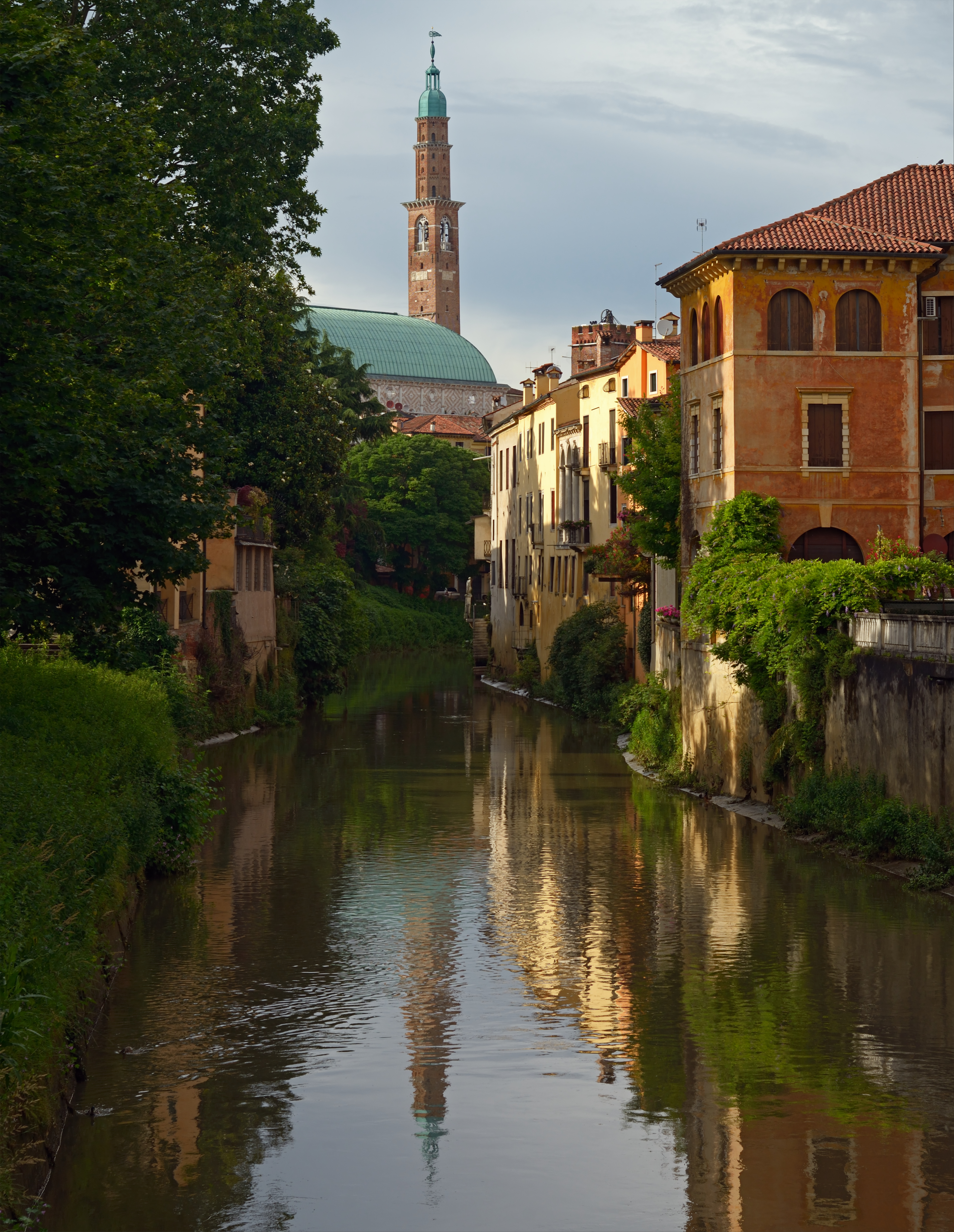
Годинникова башта Базіліки Паладіана

- Список муніципалітетів провінції Віченца